# 星际争霸II：虚空之遗
《星海争霸II：虚空之遗》是由暴雪娛樂發行的星海爭霸系列遊戲之一，也是「星际争霸II三部曲」中的最后一部。

## 简介
2014年11月8日，暴雪於Blizzcon 2014上率先發表虛空之遺預告，並且于2015年3月31日在美服舉行beta測試。
《虛空之遺》是一張獨立資料片，不需購買前作《自由之翼》或《蟲族之心》，只要購買《虛空之遺》就可獨立遊玩。
游戏将围绕星海争霸系列游戏中的神族（Protoss）展开，预计将会对人神蟲三族开发一些新的单位与技能以丰富整个游戏的平衡性。2015年9月14日，暴雪於發表會上公布虛空之遺開場動畫；2015年10月6日，星际争霸2：虫族之心3.00客户端更新，包含客户端界面的更改和序章：湮灭低语；2015年11月10日，虚空之遗已在全球发布。

## 故事情節
當年主宰率領著蟲族大軍入侵了神族母星-艾爾，迫使神族放棄艾爾從此顛沛流離。如今刀鋒女皇不再有威脅，神族年輕大主教-亞坦尼斯集結了神族黃金艦隊準備反攻艾爾。就在進攻前夕，黑暗教長澤拉圖前來警告亞坦尼斯，表示真正敵人墮落薩爾納加-亞蒙即將回歸，若不正視這威脅的存在，宇宙將面臨毀滅的命運，但亞坦尼斯還是決定以收復艾爾作為優先目標。
在戰鬥的過程中神族原本認為艾爾蟲族在主宰死後群龍無首變成野生狀態，沒想到蟲群中竟然有混源體進行有系統的戰術指揮，這讓亞坦尼斯和澤拉圖吃驚不已，隨後亞蒙強大的黑暗力量更入侵了神族心智精神網路-卡拉，瞬間控制了艾爾上大部分神族，包含了亞坦尼斯大主教、席倫蒂絲執行官，由於澤拉圖屬於尼拉辛姆黑暗聖堂武士，自古以來他們的族人不願與卡拉作連結，所以心智並未受到亞蒙的影響，因此澤拉圖立刻率隊前去拯救亞坦尼斯，希望在他還沒被亞蒙控制前斬斷與卡拉連結的神經索，結果為時已晚。
澤拉圖被迫與亞坦尼斯展開對決，為了斬斷亞坦尼斯的神經索，澤拉圖最後犧牲了自己，在臨終前告訴了亞坦尼斯，薩爾那加的神器-星鑰石是拯救宇宙的重要關鍵。之後亞坦尼斯帶領剩下倖存的神族同胞，啟動古老方舟艦-亞頓之矛並帶著僅存的同胞趕緊逃出艾爾，準備尋求更多盟友的支援，壯大反抗的力量，與亞蒙決一死戰！
到達克哈星後，莫比斯部隊也來搶走星鑰石，亞坦尼斯便跟自治聯盟合作擊退他們。取得在克哈星上跟自治聯盟一起奪回被莫比斯部隊搶走的星鑰石後，乘著亞頓之矛旅程上拯救被亞蒙控制的蟲族包圍的尼拉辛姆神族；啟動長久封印的淨化者；幫助塔達力姆的亞拉瑞克爭奪領主王位並放下雙方的對立，站在同一陣線上。
在戰力完整之下，神族的四個派系所組成的達蘭議會重反艾爾對抗亞蒙即將覺醒的混源體、被亞蒙控制的蟲群和黃金艦隊，最後說服暫時脫離控制的黃金艦隊切斷與卡拉的連結，亞蒙的精神因此被放回虛空，戰勝後達蘭議會在艾爾上重建家園。
然而亞蒙還活在虛空中，位於奧納的刀鋒女皇凱莉根發送訊號給亞坦尼斯跟雷諾，他們率領部隊到奧納與凱莉根會合，他們組成聯軍對抗亞蒙。戰爭結束後帶領達蘭議會與人類的自治聯盟進行許多次的和平會談。

## 登場角色
- 亞坦尼斯
  - 第一次接觸戰爭結束之後，蟲族征服了艾爾。神族處於滅亡邊緣，文明即將毀於一旦。當時，年輕的執行官亞坦尼斯阻止了一場血腥的內戰，並且率領卡萊與尼拉辛姆陣營走出「怒火燎原」之役帶來的戰亂與荒蕪。如今他率領黃金艦隊，企圖奪回艾爾，率領同胞準備與古老的宿敵決一死戰。
- 澤拉圖
  - 澤拉圖預見了末日，黑暗的浪潮襲捲銀河系，吞沒所有的生命。這些年來，他著迷於遠古預言的奧秘，想藉此查明並阻撓亞蒙的計畫。現在，他明白已經沒有時間了。在這命運的一刻，只能靠澤拉圖警告神族這場迫在眉睫的浩劫。
- 席倫蒂絲
  - 達蘭議會的執行官，亦是亞坦尼斯的學生。個性強硬，對艾爾神族有高度的榮譽感，因此容易與尼拉辛姆起爭議。
- 洛哈娜
  - 守護者的職責，就是保護與維繫神族偉人的記憶。千萬年來，神族領袖最重視的就是守護者的智慧。三名大守護者之一的洛哈娜，她的腦海中幾乎收盡了古代神族之首生者文明的一切知識。她見過大大小小的所有戰役，更看遍了每一次的落敗。洛哈娜自願在亞頓之矛上進入靜滯狀態，將自己的知識保留至神族危急存亡的一刻。
- 凱拉克
  - 將武器、護甲與宇宙船艦整修精良，是相位工匠的最高使命；而凱拉克，就是卡萊階級中最優秀不苟的工程師。專心至志、全心奉獻的他，將從神族的工人階級之中脫穎而出，在亞坦尼斯對抗亞蒙的戰役中蛻變為一位不可或缺的人才。
- 芙菈森
  - 神族的各方陣營仍然處於劍拔弩張的狀態。芙菈森，傳奇的黑暗圣堂族母芮澤格爾的女兒，經常在暮光議會與亞坦尼斯針鋒相對。更重要的是，她是個無與倫比的戰士，為黑暗聖堂武士的存續衷心奉獻。不管是辯論或戰鬥，只要牽涉到同胞的福祉，她都從不退縮。
- 菲尼克斯/塔蘭達
  - 是名植入菲尼克斯記憶的淨化者，但記憶只到艾達瑞斯派遣其出任務時為止，因此不認識雷諾。剛被啟動時對自己是菲尼克斯之事深信不已，認為自己是因為重傷才被送進龍騎士的軀殼之中，但因為淨化者這特殊的身分讓亞坦尼斯等人對其仍保持一定的警戒。
- 卡達利斯
  - 卡達利斯是一位英勇的獨眼狂戰士，首次登場於虛空之遺的開場動畫中，在收復艾爾的戰爭中自願擔任長矛之尖（先鋒部隊），和亞坦尼斯似乎交情很好。
- 亞拉瑞克
  - 亞拉瑞克是一個最典型的塔達力姆——殘忍、狂熱、狡詐、不擇手段。作為塔達林，他曾狂熱的信仰著埃蒙，希望有朝一日能獲得晉升，然而那只不過是一場騙局，在他的信仰粉碎之時，復仇的怒火成為了他空虛的內心唯一渴望。他認為大領主瑪拉許了解亞蒙謊言下的真相，但卻仍然欺瞞著他和其它的塔達力姆，然而狡猾的亞拉瑞克隱藏著他的想法，耐心等待著他的時機。作為上位者，他不允許屬下忤逆自己，他的命令就是一切，逆我者亡，屬下在他看來只是他向亞蒙復仇的棋子；作為復仇者，他不擇手段，他不惜一切代價，即使那是他的人民。在與亞坦尼斯達成同盟後，他與亞坦尼斯以及其他不同陣營的神族也經常發生爭執，從很多方面來說，他與亞坦尼斯是一個截然相反的人。
- 莎拉·凱莉根
  - 過去的她，曾經活躍於暗影之中；現在的她，讓整個克普魯星區聞風色變。人類長久以來懼怕這位刀鋒女皇，不論身分、階級、地位，她是所有人的夢魘。在这个危机时刻，她与亚坦尼斯并肩作战。
- 吉姆·雷诺
  - 吉姆·雷諾擁有許多稱號：亡命之徒、警長、軍人、恐怖份子。他撐過了泰倫聯邦殘忍的高壓統治、抵抗阿克圖洛斯·蒙斯克之自治聯盟的殘暴專政、從蟲族的魔爪之下逃出生天、甚至與神秘睿智的神族結為盟友。他是忠誠的朋友，也是可怕的敵人，而且他的聰明才智足以對抗銀河系最強大的敵人。對於一個偏遠行星的農家子弟來說，他的表現還不壞。推翻阿克圖洛斯·蒙斯克的暴政以后，吉姆已经成为自治聯盟总司令。[4]

## 全新模式

### 執政官模式
在執政官模式中，兩位玩家將共同控制一組基地和部隊，與敵方的雙人組合展開對戰。共享指揮部隊與管理資源的責任後，玩家可以各自專注戰場上不同領域，展現更為多變的戰術。

### 合作模式
在這個全新的任務導向、多人合作的遊戲模式中，玩家可化身《星海爭霸》世界裡著名的指揮官攜手闖關。每位指揮官都擁有獨特的技能、升級選項以及特殊的部隊加成。玩家可以共同挑戰一系列的特殊場景，提高指揮官的等級並且強化他們的能力。
| 指揮官名稱 | 指揮官稱號             | 種族 | 取得方式                                | 備註                                         |
| 雷諾       | 反抗組織指揮官         | 人類 | 免費                                    |                                              |
| 凱莉根     | 刀鋒女皇               | 蟲族 | 免費                                    |                                              |
| 亞坦尼斯   | 達蘭大主教             | 神族 | 免費                                    |                                              |
| 史汪       | 首席工程師             | 人類 | 虛空之遺贈送                            | 遊戲中無法使用步兵單位                       |
| 札迦拉     | 蟲群蟲后               | 蟲族 | 虛空之遺贈送                            |                                              |
| 芙拉森     | 尼拉辛姆大族長         | 神族 | 虛空之遺贈送                            |                                              |
| 凱拉克     | 卡萊相位工匠           | 神族 | 虛空之遺贈送                            | 遊戲中可以升級亞頓之矛的威力                 |
| 阿巴瑟     | 進化管理者             | 蟲族 | 直接購買                                | 遊戲中無法使用孵化池                         |
| 亞拉瑞克   | 塔達力姆大領主         | 神族 | 直接購買                                | 擁有強大火力的死亡艦隊                       |
| 諾娃       | 自治聯盟幽靈特務       | 人類 | 直接購買                                |                                              |
| 斯杜科夫   | 被感染的上將           | 蟲族 | 直接購買/《星海爭霸：高畫質重製版》贈送 | 被感染的人類部隊，混合人類與蟲族玩法         |
| 菲尼克斯   | 淨化者執行官           | 神族 | 直接購買/《星海爭霸》20週年活動贈送     | 遊戲中研發某項科技後會變更指揮官名稱         |
| 德哈卡     | 原生族群領袖           | 蟲族 | 直接購買                                | 擁有原生之力的族群領袖                       |
| 韓與霍納   | 傭兵領袖和自治聯盟上將 | 人類 | 直接購買                                | 傭兵與自治聯盟空軍的聯合部隊                 |
| 泰科斯     | 傳奇亡命之徒           | 人類 | 直接購買                                | 擁有不同技能的傳奇英雄單位                   |
| 澤拉圖     | 黑暗教長               | 神族 | 直接購買                                | 擁有薩爾納加力量的神族部隊                   |
| 斯特曼     | 英雄天才（簡稱英才）   | 蟲族 | 直接購買                                | 機甲蟲族，非感染人類，結合了人類和神族的科技 |
| 蒙斯克     | 自治聯盟大帝           | 人類 | 直接購買                                | 遊戲中以勞工取代太空工程車，可以升級皇家守衛 |

## DLC

### 星海爭霸II：諾娃特務密令
《星海爭霸II：諾娃特務密令》是星海爭霸系列的最新任務組合包，《星海爭霸II：虛空之遺》的外傳，以幽能特務諾娃·泰拉為故事核心。總共發行三部曲，每部曲皆有三個任務，目前三部曲已在2016年11月24日全部發行。

### 合作模式指揮官
合作模式中的指揮官雷諾、凱莉根以及亞坦尼斯不需購買即可擁有；史旺、札迦拉、芙菈森、凱拉克需購買虛空之遺獲得；阿巴瑟、亞拉瑞克、諾娃、斯杜科夫、菲尼克斯（塔蘭達）、德哈卡、霍纳与韩、泰凯斯、澤拉圖、斯特曼、蒙斯克則需單獨購買才可獲得。

### 播報員
除了每個種族預設的語音，玩家還可購買播報員在多人對戰中使用，每個播報員都擁有獨特的語音，並且所有播報員在任何種族皆可使用。
目前的播報員有阿巴瑟、雷諾、亞坦尼斯、凱莉根、史汪、亞拉瑞克、D.VA、諾娃、菲尼克斯、TotalBiscuit、SCBOY（黃旭東&孫一峰）、盛竹如等。

## 外部連結
- 《星海爭霸ll》官方網站 （页面存档备份，存于）